# Blågylet
Blågylet är en sjö i Tingsryds kommun i Småland och ingår i Mieåns huvudavrinningsområde.